# Mount Field (Antarktika)
Mount Field ist ein 3010 m hoher Berg in der antarktischen Ross Dependency. Er ragt rund 5 km südsüdöstlich des Mount Egerton in den Churchill Mountains auf. 
Teilnehmer der Discovery-Expedition (1901–1904) unter der Leitung des britischen Polarforschers Robert Falcon Scott entdeckten und benannten ihn. Der genaue Hintergrund der Namensvergabe ist unbekannt.